# Неклиновский район
Некли́новский райо́н — административно-территориальная единица (район) и муниципальное образование (муниципальный район) в составе Ростовской области Российской Федерации.
Административный центр — село Покровское.

## История
Образован район в 1936 году. До 1920 года территория района входила в состав Таганрогского округа Области войска Донского. С 1920 по 1924 год — в состав Донецкой губернии Украинской ССР, с 1924 по 1935 год бо́льшая часть территории современного Неклиновского района входила в Матвеево-Курганский район. В ноябре 1953 года присоединена часть территории бывшего Большекрепинского района, в апреле 1962 года — территория бывшего Таганрогского района. В феврале 1963 года укрупнён за счёт территории Мясниковского района. В 1965 году часть территории возвращена вновь образованному Мясниковскому району.

## География
Неклиновский район расположен в юго-западной части Ростовской области. Его территория протянулась на 100 километров вдоль берега Азовского моря.

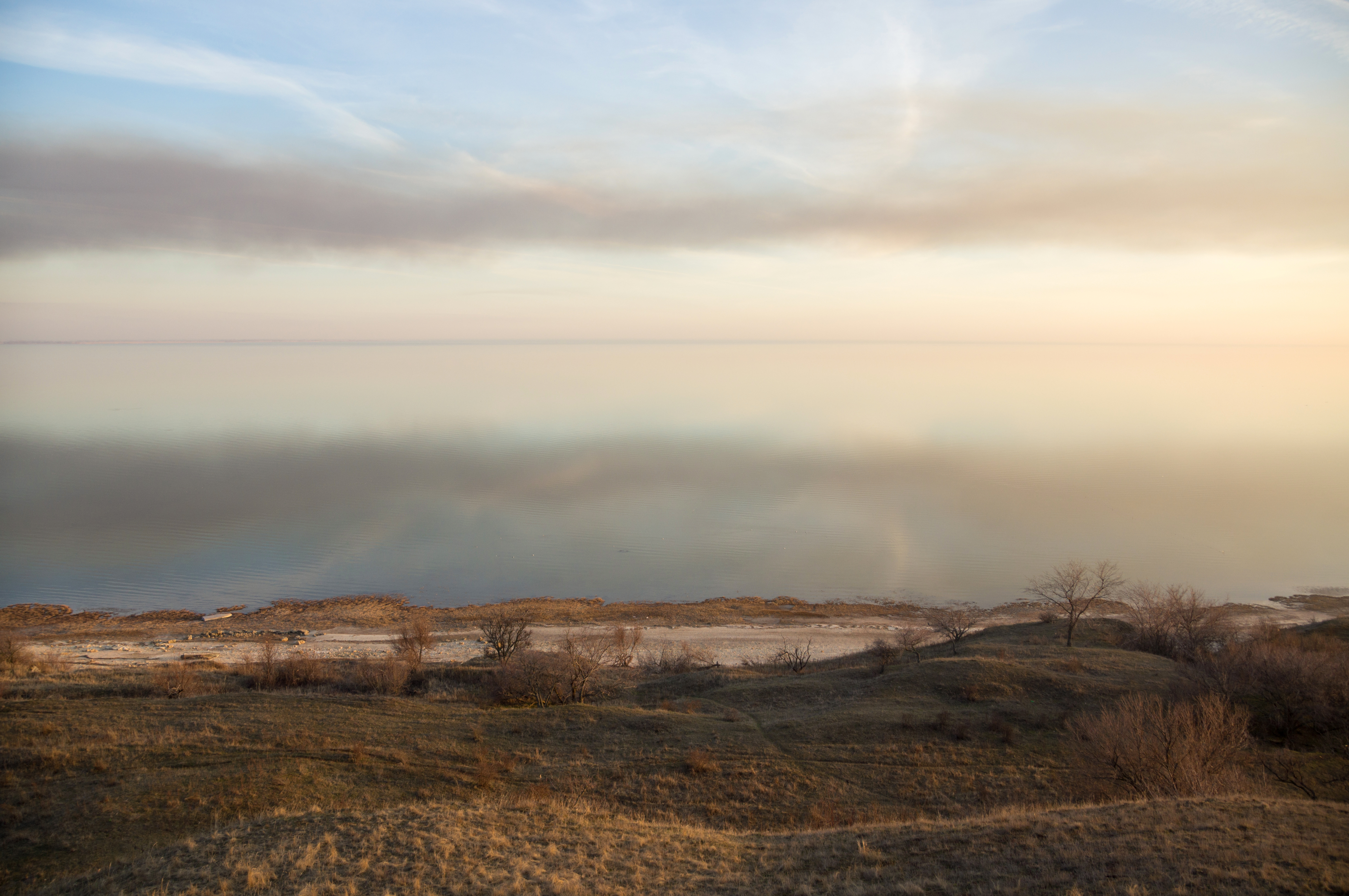
Берег Азовского моря, Таганрогский залив

По территории района протекают следующие реки: Миус, Донской Чулек, Мёртвый Донец, Морской Чулек, Мокрый Еланчик, Сухой Еланчик, Сарматская, Бирючья, Самбек, Мокрый Самбек, Сухой Самбек; часть ериков — Нижегородка, Татарский, Глухой, Платов, Лагутник, Перекоп, Малый, Проездной, Потайной, гирл — Широкое, Терновое, Средняя Кутерьма, Старое, Кутерьма и протока Черная дельты Дона.
На территории района имеются запасы полезных ископаемых: строительный песок, глина, природный газ.
Расстояние до города Ростова-на-Дону — 75 км.

## Население
| 2002    | 2009    | 2010    | 2011    | 2012    | 2013    | 2014    | 2015    | 2016    |
| ------- | ------- | ------- | ------- | ------- | ------- | ------- | ------- | ------- |
| 82 706  | ↗82 721 | ↗84 915 | ↘84 866 | ↗85 088 | ↗85 640 | ↗85 862 | ↗86 095 | ↗86 395 |
| 2017    | 2018    | 2019    | 2020    | 2021    |         |         |         |         |
| ↘86 111 | ↘85 485 | ↘84 709 | ↗85 203 | ↗88 623 |         |         |         |         |

Национальный состав
По переписи 2010 года:
- русские — 77 403 (91,31 %)
- украинцы — 2 199 (2,59 %)
- армяне — 1 747 (2,06 %): больше всего — в Троицком сельском поселении (381 — 9,89 % от всего населения)
- азербайджанцы — 269 (0,32 %)
- белорусы — 265 (0,31 %)
- корейцы — 212 (0,25 %)
- турки — 210 (0,25 %): все — в Синявском сельском поселении
- немцы — 185 (0,22 %)
- татары — 174 (0,21 %)
- молдаване — 120 (0,14)
- греки — 103 (0,12 %)

По итогам переписи населения 2020 года проживали следующие национальности (национальности менее 0,1 % и другое см. в сноске к строке «Другие»):
| Национальность | Численность, чел. | Доля     |
| -------------- | ----------------- | -------- |
| Русские        | 82 709            | 94,91 %  |
| Армяне         | 1556              | 1,79 %   |
| Украинцы       | 663               | 0,76 %   |
| Цыгане         | 391               | 0,45 %   |
| Азербайджанцы  | 217               | 0,25 %   |
| Турки          | 212               | 0,24 %   |
| Корейцы        | 92                | 0,11 %   |
| Другие         | 1309              | 1,49 %   |
| Итого          | 87 149            | 100,00 % |

## Административно-муниципальное устройство
В Неклиновском районе 126 населённых пунктов в составе 18 сельских поселений:
| №  | Сельские поселения                        | Административный центр    | Количество населённых пунктов | Население | Площадь, км2 |
| -- | ----------------------------------------- | ------------------------- | ----------------------------- | --------- | ------------ |
| 1  | Андреево-Мелентьевское сельское поселение | село Андреево-Мелентьево  | 12                            | ↗3216     | 192,88       |
| 2  | Большенеклиновское сельское поселение     | село Большая Неклиновка   | 13                            | ↘2695     | 126,51       |
| 3  | Вареновское сельское поселение            | село Вареновка            | 2                             | ↗5874     | 21,92        |
| 4  | Васильево-Ханжоновское сельское поселение | село Васильево-Ханжоновка | 8                             | ↗1700     | 136,39       |
| 5  | Лакедемоновское сельское поселение        | село Лакедемоновка        | 6                             | ↗3574     | 110,71       |
| 6  | Натальевское сельское поселение           | село Натальевка           | 4                             | →2307     | 88,20        |
| 7  | Николаевское сельское поселение           | село Николаевка           | 3                             | ↗8134     | 47,48        |
| 8  | Новобессергеневское сельское поселение    | село Новобессергеневка    | 11                            | ↗10 199   | 91,21        |
| 9  | Носовское сельское поселение              | село Носово               | 6                             | ↘1956     | 109,47       |
| 10 | Платовское сельское поселение             | село Весело-Вознесенка    | 3                             | ↘2778     | 111,13       |
| 11 | Покровское сельское поселение             | село Покровское           | 1                             | ↘11 842   | 116,98       |
| 12 | Поляковское сельское поселение            | хутор Красный Десант      | 10                            | ↗7127     | 62,92        |
| 13 | Приморское сельское поселение             | село Приморка             | 3                             | ↗5364     | 26,60        |
| 14 | Самбекское сельское поселение             | село Самбек               | 4                             | ↗3281     | 123,12       |
| 15 | Синявское сельское поселение              | село Синявское            | 6                             | ↘6350     | 172,45       |
| 16 | Советинское сельское поселение            | слобода Советка           | 11                            | ↗1998     | 231,73       |
| 17 | Троицкое сельское поселение               | село Троицкое             | 5                             | ↗4092     | 72,91        |
| 18 | Фёдоровское сельское поселение            | село Фёдоровка            | 18                            | ↘3690     | 298,78       |

## Населённые пункты
Распределение населения района:
 Покровское  (13,36 %) Николаевка  (7,22 %) Синявское  (4,33 %) Приморка  (4,27 %) Новобессергеневка  (4,05 %) Троицкое  (3,77 %) Вареновка (3,55 %) Остальные (59,45 %)
| №   | Населённый пункт      | Тип                          | Население | Муниципальное образование                 |
| --- | --------------------- | ---------------------------- | --------- | ----------------------------------------- |
| 1   | Александрова Коса     | село                         | 926       | Новобессергеневское сельское поселение    |
| 2   | Александровка 1-я     | село                         | 35        | Советинское сельское поселение            |
| 3   | Александрово-Марково  | хутор                        | 385       | Носовское сельское поселение              |
| 4   | Андреево-Мелентьево   | село                         | 683       | Андреево-Мелентьевское сельское поселение |
| 5   | Атамановка            | хутор                        | 69        | Фёдоровское сельское поселение            |
| 6   | Беглица               | село                         | 1705      | Лакедемоновское сельское поселение        |
| 7   | Бессергеновка         | село                         | 1829      | Вареновское сельское поселение            |
| 8   | Благодатно-Егоровский | хутор                        | 22        | Васильево-Ханжоновское сельское поселение |
| 9   | Большая Неклиновка    | село                         | 1012      | Большенеклиновское сельское поселение     |
| 10  | Боркин                | хутор                        | 65        | Андреево-Мелентьевское сельское поселение |
| 11  | Боцманово             | село                         | 918       | Поляковское сельское поселение            |
| 12  | Бутенки               | хутор                        | 53        | Большенеклиновское сельское поселение     |
| 13  | Вареновка             | село                         | 3148      | Вареновское сельское поселение            |
| 14  | Васильево-Ханжоновка  | село                         | 541       | Васильево-Ханжоновское сельское поселение |
| 15  | Весело-Вознесенка     | село                         | 2000      | Платовское сельское поселение             |
| 16  | Веселый               | хутор                        | 962       | Поляковское сельское поселение            |
| 17  | Водино                | хутор                        | 142       | Синявское сельское поселение              |
| 18  | Гаевка                | село                         | 385       | Лакедемоновское сельское поселение        |
| 19  | Гаевка                | хутор                        | 791       | Николаевское сельское поселение           |
| 20  | Герасимовка           | хутор                        | 102       | Новобессергеневское сельское поселение    |
| 21  | Головинка             | хутор                        | 132       | Советинское сельское поселение            |
| 22  | Горская Порада        | село                         | 199       | Советинское сельское поселение            |
| 23  | Грузиновка            | хутор                        | 82        | Андреево-Мелентьевское сельское поселение |
| 24  | Дарагановка           | хутор                        | 496       | Новобессергеневское сельское поселение    |
| 25  | Дарьевка              | посёлок                      | 267       | Андреево-Мелентьевское сельское поселение |
| 26  | Дейнекин              | хутор                        | 15        | Фёдоровское сельское поселение            |
| 27  | Деркачев              | хутор                        | 0         | Фёдоровское сельское поселение            |
| 28  | Дмитриадовка          | посёлок                      | 728       | Новобессергеневское сельское поселение    |
| 29  | Долоковка             | село                         | 508       | Поляковское сельское поселение            |
| 30  | Едуш                  | хутор                        | 130       | Большенеклиновское сельское поселение     |
| 31  | Ефремовка             | село                         | 993       | Фёдоровское сельское поселение            |
| 32  | Жатва                 | хутор                        | 26        | Большенеклиновское сельское поселение     |
| 33  | Золотарёво            | деревня                      | 257       | Андреево-Мелентьевское сельское поселение |
| 34  | Золотая Коса          | посёлок                      | 1127      | Поляковское сельское поселение            |
| 35  | Золотьки              | хутор                        | 2         | Большенеклиновское сельское поселение     |
| 36  | Ивановка              | село                         | 335       | Носовское сельское поселение              |
| 37  | Калиновка             | хутор                        | 69        | Носовское сельское поселение              |
| 38  | Ключникова Балка      | хутор                        | 309       | Поляковское сельское поселение            |
| 39  | Комаровка             | посёлок                      | 412       | Новобессергеневское сельское поселение    |
| 40  | Копани                | хутор                        | 175       | Советинское сельское поселение            |
| 41  | Котломин              | хутор                        | 88        | Фёдоровское сельское поселение            |
| 42  | Кошкино               | село                         | 20        | Троицкое сельское поселение               |
| 43  | Кошкино               | станция                      | 270       | Троицкое сельское поселение               |
| 44  | Красный               | хутор                        | 50        | Андреево-Мелентьевское сельское поселение |
| 45  | Красный Десант        | хутор                        | 1020      | Поляковское сельское поселение            |
| 46  | Красный Пахарь        | хутор                        | 137       | Лакедемоновское сельское поселение        |
| 47  | Кузьминка             | хутор                        | 20        | Советинское сельское поселение            |
| 48  | Кунделекино           | хутор                        | 53        | Большенеклиновское сельское поселение     |
| 49  | Курлацкий             | хутор                        | 626       | Самбекское сельское поселение             |
| 50  | Лакедемоновка         | село                         | 1441      | Лакедемоновское сельское поселение        |
| 51  | Ломакин               | хутор                        | 156       | Натальевское сельское поселение           |
| 52  | Лотошники             | село                         | 77        | Андреево-Мелентьевское сельское поселение |
| 53  | Луначарский           | посёлок                      | 172       | Троицкое сельское поселение               |
| 54  | Любовка               | хутор                        | 145       | Советинское сельское поселение            |
| 55  | Максимов              | хутор                        | 305       | Платовское сельское поселение             |
| 56  | Малая Неклиновка      | село                         | 482       | Большенеклиновское сельское поселение     |
| 57  | Малокомаровский       | хутор                        | 4         | Фёдоровское сельское поселение            |
| 58  | Малофедоровка         | село                         | 392       | Лакедемоновское сельское поселение        |
| 59  | Малофедоровка         | село                         | 55        | Фёдоровское сельское поселение            |
| 60  | Марьевка              | село                         | 547       | Андреево-Мелентьевское сельское поселение |
| 61  | Мелюзовка             | хутор                        | 16        | Советинское сельское поселение            |
| 62  | Мержаново             | хутор                        | 843       | Синявское сельское поселение              |
| 63  | Михайловка            | хутор                        | 112       | Фёдоровское сельское поселение            |
| 64  | Мокросарматка         | посёлок                      | 281       | Андреево-Мелентьевское сельское поселение |
| 65  | Морская               | станция                      | 508       | Приморское сельское поселение             |
| 66  | Морской Чулек         | хутор                        | 964       | Синявское сельское поселение              |
| 67  | Мураловка             | хутор                        | 36        | Носовское сельское поселение              |
| 68  | Натальевка            | село                         | 1575      | Натальевское сельское поселение           |
| 69  | Некрасовка            | хутор                        | 167       | Самбекское сельское поселение             |
| 70  | Никитин               | хутор                        | 4         | Фёдоровское сельское поселение            |
| 71  | Николаевка            | село                         | ↗6403     | Николаевское сельское поселение           |
| 72  | Николаево-Иловайский  | хутор                        | 188       | Васильево-Ханжоновское сельское поселение |
| 73  | Николаево-Козловский  | хутор                        | 434       | Васильево-Ханжоновское сельское поселение |
| 74  | Николаево-Отрадное    | хутор                        | 236       | Натальевское сельское поселение           |
| 75  | Никольское            | село                         | 219       | Новобессергеневское сельское поселение    |
| 76  | Новобессергеневка     | село                         | ↗3585     | Новобессергеневское сельское поселение    |
| 77  | Новозолотовка         | хутор                        | 627       | Новобессергеневское сельское поселение    |
| 78  | Новолакедемоновка     | хутор                        | 514       | Поляковское сельское поселение            |
| 79  | Новоприморский        | посёлок                      | 908       | Приморское сельское поселение             |
| 80  | Новостроенка          | село                         | 194       | Советинское сельское поселение            |
| 81  | Новофедоровский       | хутор                        | 37        | Фёдоровское сельское поселение            |
| 82  | Новохрещатик          | хутор                        | 0         | Фёдоровское сельское поселение            |
| 83  | Носово                | село                         | 731       | Носовское сельское поселение              |
| 84  | Оболонский            | хутор                        | 26        | Фёдоровское сельское поселение            |
| 85  | Ореховый              | посёлок                      | 0         | Николаевское сельское поселение           |
| 86  | Отрадное              | село                         | 703       | Большенеклиновское сельское поселение     |
| 87  | Офенталь              | хутор                        | 16        | Фёдоровское сельское поселение            |
| 88  | Павло-Мануйловский    | посёлок                      | 96        | Андреево-Мелентьевское сельское поселение |
| 89  | Палий                 | хутор                        | 19        | Большенеклиновское сельское поселение     |
| 90  | Петровский            | хутор                        | 63        | Фёдоровское сельское поселение            |
| 91  | Петропавловский       | хутор                        | 92        | Васильево-Ханжоновское сельское поселение |
| 92  | Петрушино             | село                         | 2069      | Новобессергеневское сельское поселение    |
| 93  | Пименово              | хутор                        | 70        | Большенеклиновское сельское поселение     |
| 94  | Покровское            | село, административный центр | ↘11 842   | Покровское сельское поселение             |
| 95  | Приазовский           | посёлок                      | 718       | Платовское сельское поселение             |
| 96  | Приморка              | село                         | ↘3781     | Приморское сельское поселение             |
| 97  | Приют                 | хутор                        | 329       | Советинское сельское поселение            |
| 98  | Прядки                | хутор                        | 31        | Большенеклиновское сельское поселение     |
| 99  | Пудовой               | хутор                        | 177       | Васильево-Ханжоновское сельское поселение |
| 100 | Пятихатки             | хутор                        | 39        | Синявское сельское поселение              |
| 101 | Раскиты               | хутор                        | 0         | Большенеклиновское сельское поселение     |
| 102 | Родионовка            | хутор                        | 252       | Андреево-Мелентьевское сельское поселение |
| 103 | Рожок                 | хутор                        | 703       | Натальевское сельское поселение           |
| 104 | Русская Слободка      | село                         | 591       | Поляковское сельское поселение            |
| 105 | Русский Колодец       | хутор                        | 884       | Поляковское сельское поселение            |
| 106 | Садки                 | хутор                        | 55        | Советинское сельское поселение            |
| 107 | Самбек                | село                         | ↘2307     | Самбекское сельское поселение             |
| 108 | Седых                 | хутор                        | 133       | Новобессергеневское сельское поселение    |
| 109 | Семаки                | хутор                        | 212       | Большенеклиновское сельское поселение     |
| 110 | Синявское             | село                         | ↗3834     | Синявское сельское поселение              |
| 111 | Советка               | слобода                      | 899       | Советинское сельское поселение            |
| 112 | Сотников              | хутор                        | 0         | Фёдоровское сельское поселение            |
| 113 | Софиевка              | хутор                        | 115       | Новобессергеневское сельское поселение    |
| 114 | Сужено                | хутор                        | 8         | Самбекское сельское поселение             |
| 115 | Сухосарматка          | посёлок                      | 482       | Андреево-Мелентьевское сельское поселение |
| 116 | Таврический           | хутор                        | 449       | Носовское сельское поселение              |
| 117 | Талалаевский          | хутор                        | 211       | Васильево-Ханжоновское сельское поселение |
| 118 | Троицкое              | село                         | 3338      | Троицкое сельское поселение               |
| 119 | Ульяновский           | хутор                        | 16        | Фёдоровское сельское поселение            |
| 120 | Фёдоровка             | село                         | 2226      | Фёдоровское сельское поселение            |
| 121 | Федосеевка            | посёлок                      | 50        | Троицкое сельское поселение               |
| 122 | Халыбо-Адабашев       | хутор                        | 131       | Синявское сельское поселение              |
| 123 | Христофоровка         | село                         | 392       | Поляковское сельское поселение            |
| 124 | Чапаева               | хутор                        | 114       | Лакедемоновское сельское поселение        |
| 125 | Чекилев               | хутор                        | 145       | Фёдоровское сельское поселение            |
| 126 | Щербаково             | село                         | 93        | Васильево-Ханжоновское сельское поселение |

## Экономика
Основная отрасль производства района — сельское хозяйство — даёт возможность развивать перерабатывающую промышленность, обеспечивая её местными ресурсами (производство муки, крупы, колбасных, макаронных, хлебобулочных изделий, растительного и сливочного масел и др.). Пищевая продукция составляет 94 % от объёма промышленного производства.
Рыбохозяйственный потенциал Неклиновского района позволяет обеспечить население рыбными продуктами, а также поставлять рыбопродукцию за пределы района.

## Археология
- На северном побережье Таганрогского залива у хутора Рожок на многослойной стоянке Рожок 1 (микулинское межледниковье) в IV (мустьерском) слое был найден коренной зуб палеоантропа, в морфологии которого, наряду с архаичными особенностями, выделены и сапиентные[23][24][25].
- Каменные орудия, найденные в 1960-е года у села Герасимовка на берегу Миусского лимана, относятся раннему или началу среднего плейстоцена[26].
- Мураловка — стоянка позднего палеолита

## Достопримечательности
В Неклиновском районе Ростовской области имеется целый ряд культурных объектов регионального значения. К ним относятся:
- Ансамбль усадьбы дачи Лакиера А. Б., склад, усадебный дом и мельница в селе Золотая Коса;
- Свято-Троицкая церковь в селе Ивановка;
- Ансамбль усадьбы Я. С. Полякова, церковь Марии Магдалены, хозяйственные постройки, ограда с архитектурным порталом в селе Красный Десант;
- Церковь Святой Марии Магдалины в селе Андреево-Мелентьево (около 1820 г.)[28];
- Церковь Святого Николая Чудотворца в селе Николаевка;

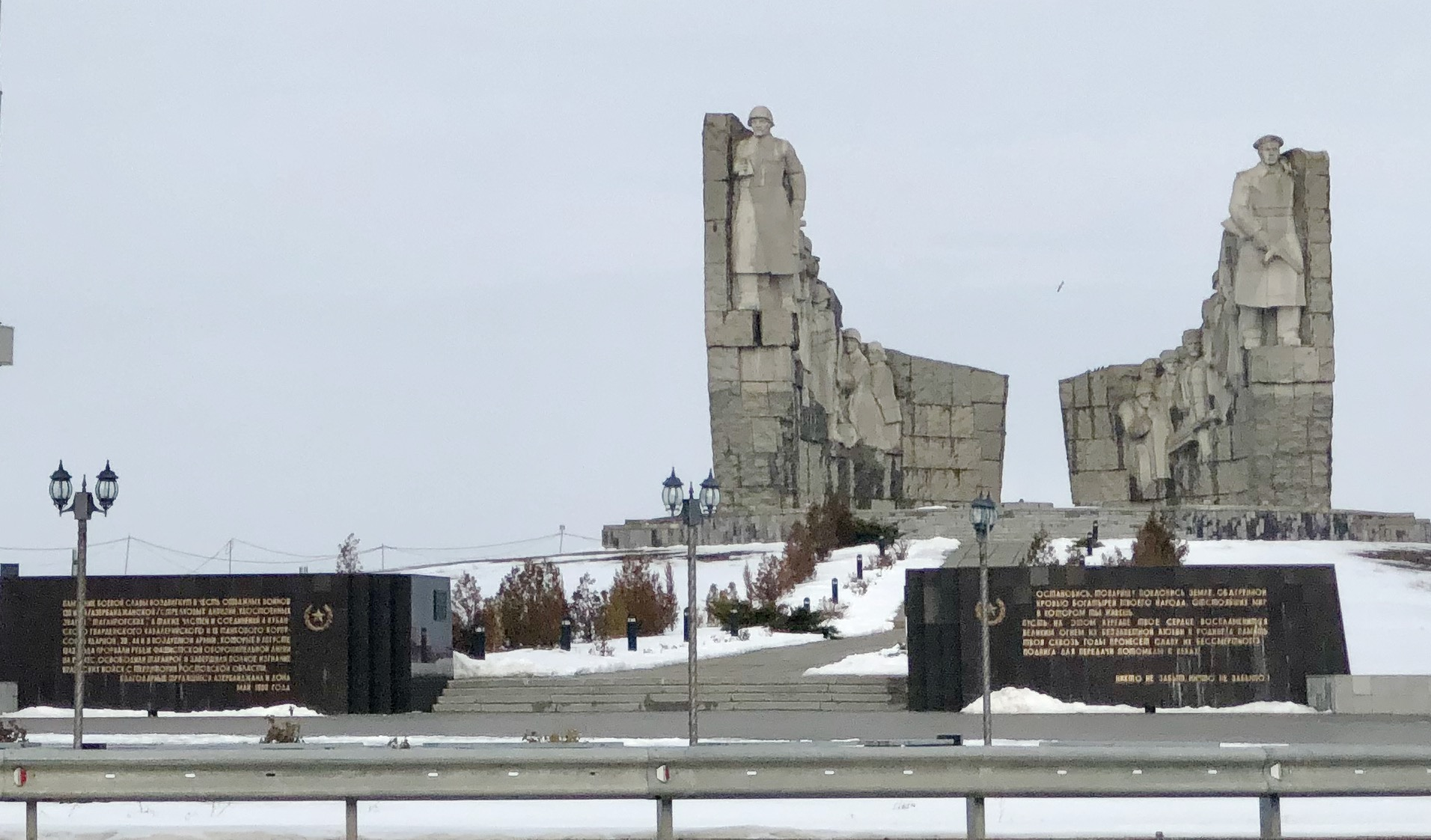
Мемориал на Самбекских высотах

- Мемориал на Самбекских высотахМузейный комплекс, посвящённый героям прорыва в Миусской операции и  освобождения города Таганрога  —  у развилки шоссе на село Самбек и на Таганрог;
- Обелиск морякам десантникам, курсантам, защищавшим Самбекские высоты в селе Самбек;
- Всехсвятская церковь в селе Синявское;
- Могила одного из зачинателей советской литературы на Дону, писателя Георгия Филипповича Шолохова-Синявского в селе Синявское;
- Крестовоздвиженская церковь в селе Троицкое[29]. Храм построен в 20-х годах 19-го века из природного камня. С 1922 года в церкви было зернохранилище. В 1941 году в храме содержались русские военнопленные.  Реставрация храма проводилась с 1977 по 1988 год.

Объектами культурного наследия являются:  
- Земляная крепость с валами и рвом у хутора Гаевка;
- Усадьба есаула Чикилёва А. А. и Господский дом в хуторе Чикилёв.

На территории района находится комплексный памятник природы регионального значения природный парк «Донской» —  участок «Дельта Дона».